# Cronologia del Volo Air France 447

## La cronologia del volo
(Dati estratti dal rapporto BEA n°3)

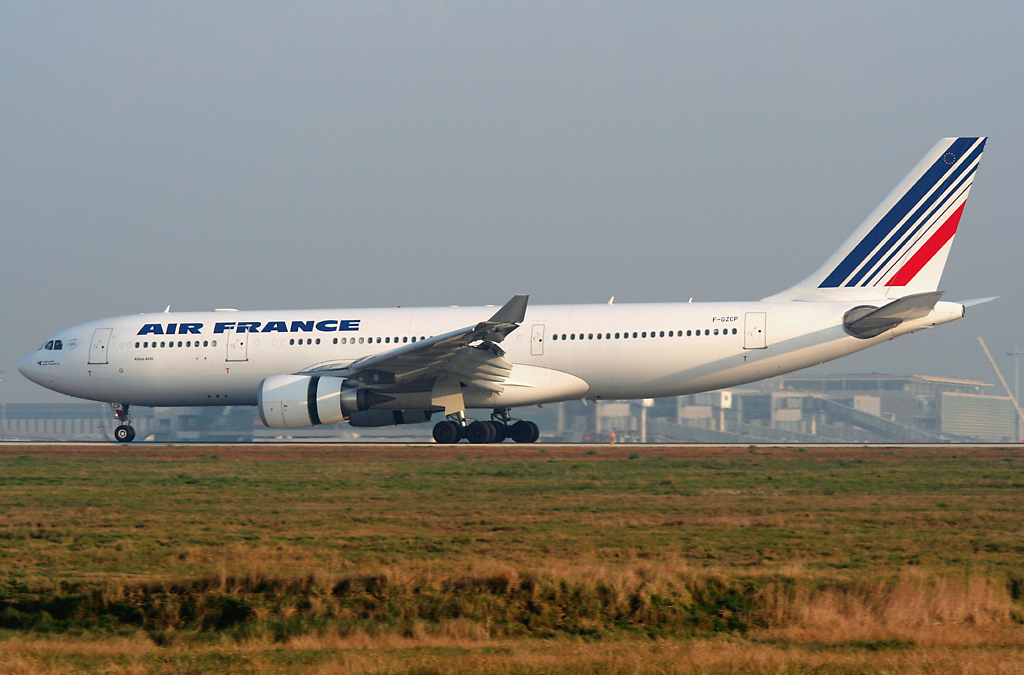
L'Airbus A330-200 F-GZCP dell'Air France atterra all'aeroporto Charles de Gaulle di Parigi nel marzo 2007, circa due anni prima dell'incidente.

L'equipaggio del volo Air France 447 è composto da tre piloti: il capitano Marc Dubois, 58 anni, e i primi ufficiali David Robert, 37 anni, e Pierre Cedric Bonin, 32 anni. Il volo è operato con un Airbus A330-200 entrato in servizio nel 2005, immatricolato con la sigla F-GZCP e con all'attivo 18 870 ore di volo. Si tratta di un velivolo che necessita di due piloti per essere condotto; in questo caso ve ne sono a bordo tre in quanto la lunghezza della rotta è tale da prevedere dei turni di riposo regolamentari per i piloti, che devono quindi avvicendarsi tra loro. L'aereo decolla alle 22:03 del giorno di domenica 31 maggio 2009 dall'aeroporto Galeão di Rio de Janeiro, con arrivo previsto all'aeroporto Charles de Gaulle di Parigi alle 09:10 di lunedì 1º giugno. L'ultimo contatto radio dell'aereo ha luogo alle 01:33, quando l'equipaggio informa il controllore ATLANTICO di aver superato il punto di controllo INTOL, a 565 km dalla costa nord-orientale del Brasile ed a circa 50 minuti dallo spazio aereo del Senegal, dicendo che il volo si sta svolgendo in maniera regolare, ad altitudine di 10 760 m e velocità di 840 km/h, ed annunciando gli orari previsti di transito presso i punti di controllo successivi: SALPU alle 01:48, ORARO alle 02:00. L'equipaggio trasmette il codice SELCAL e il test risulta eseguito con successo. Alle 01:35 Il controllore chiede all'equipaggio di mantenere quota 35 000 piedi (livello di volo FL350) e di fornire l'orario stimato per il punto TASIL, senza ottenere risposta dai piloti.
Circa quindici minuti prima dello schianto, alle 01:59, i tre piloti tengono un briefing, durante il quale uno dei due co-piloti dice: “Quella piccola turbolenza che avete appena visto... dovremmo trovarcene una simile davanti, siamo in mezzo alle nuvole, ma purtroppo non possiamo salire molto perché la temperatura sta calando meno rapidamente del previsto”. Tre minuti più tardi, alle 02:02, il capitano Dubois lascia lecitamente la cabina di pilotaggio per il proprio turno di riposo, senza che sia stato stabilito quale dei due co-piloti dovrà assumere il comando dell'aereo in sua assenza. Sugli Airbus A330 è previsto che i comandi siano controllati dal pilota seduto nella postazione di destra, cioè il pilota PF; nel caso del volo Air France 447 a trovarsi seduto a destra, quindi a fare le veci del comandante in sua assenza, è Bonin, che, tra i due primi ufficiali, è quello più giovane e con minore esperienza.
Il volo procede correttamente, con il controllo del velivolo affidato al pilota automatico. L'aereo transita all'intersezione ORARO, ad una quota di circa 35 000 piedi (livello di volo 350) e ad una velocità di Mach 0.82;  l'assetto (pitch) è impostato con una inclinazione di 2,5 gradi rispetto all'orizzonte, con peso e bilanciamento dell'aereo rispettivamente di 205 tonnellate e 29%. Poco dopo l'ingresso nella zona di convergenza intertropicale, come previsto e come detto nella precedente conversazione tra i piloti, è presente un'area di forte turbolenza, quindi il primo ufficiale ai comandi segnala agli assistenti di volo che l'aeromobile oscillerà violentemente, dicendo che li avviserà appena la turbolenza terminerà. Il primo ufficiale non ai comandi sostiene l'opportunità di effettuare una lieve virata a sinistra, quindi l'aereo viene impostato per virare di 12 gradi rispetto alla rotta prestabilita. A causa dell'intensificarsi delle oscillazioni, l'equipaggio decide di ridurre la velocità a Mach 0.8.
Alle 02:10:05 i tubi di Pitot sono stati ostruiti dal ghiaccio; dal momento che, per tale motivo, i sistemi elettronici di controllo non ricevono dati affidabili, il pilota automatico si disattiva. Il primo ufficiale ai comandi dice “Ho i comandi” ed assume i controlli manuali. Sebbene non vi sia assolutamente una situazione di pericolo e sebbene la procedura più sicura e tipica da seguire in caso di disinserimento dell'autopilota preveda di non modificare l'assetto e la prua, Bonin, per ragioni mai chiarite, compie una manovra assolutamente non adeguata e deleteria: tira la barra di comando verso di sé, dando un input di cabrata. L'unica spiegazione possibile di tale manovra è un apparente calo di quota dovuto alla mancanza dei dati, con Bonin che non avrebbe compreso di essere di fronte ad un problema strumentale e non ad una reale discesa ed avrebbe reagito nel modo più naturale possibile quando si perde quota, cioè cabrando. L'aereo inizia ad inclinarsi verso destra e il co-pilota effettua una manovra correttiva a sinistra. Suona due volte l'allarme di stallo. Le registrazioni mostrano una caduta di velocità repentina da 275 a 60 nodi sul display di sinistra, indicazione che pochi istanti dopo viene mostrata anche sul display secondario. L'angolo di attacco dell'aereo aumenta oltre i 10 gradi e il velivolo inizia a prendere quota. Bonin, continuando a cabrare, inizia anche una serie di rotazioni a destra e sinistra. La velocità verticale, che aveva raggiunto i 142 km/h, crolla a 34 km/h, mentre il rollio oscilla tra i 12 e 10 gradi. La velocità indicata sul display di sinistra è di 215 nodi (Mach 0,69). L'aereo è a 37 500 piedi e ha un angolo di attacco di 4 gradi.

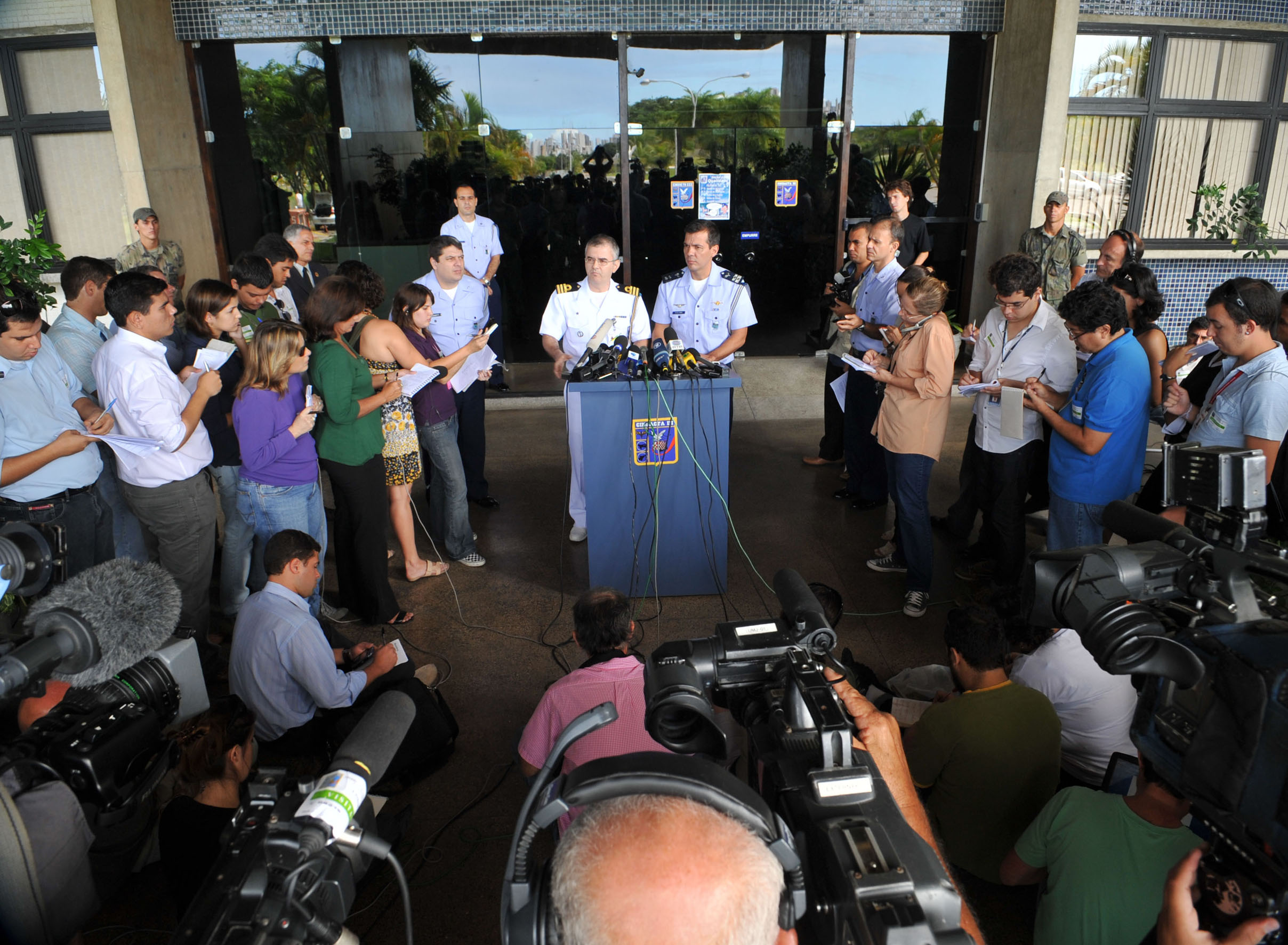
Conferenza stampa sulle ricerche del volo AF 447 con i giornalisti provenienti da tutto il mondo.

Alle 02:10:10, l'allarme di stallo si attiva nuovamente (suonerà 74 volte fino allo schianto del velivolo); il primo ufficiale non ai comandi dice "Che cos'è?" e il pilota ai comandi risponde: "Non abbiamo un'indicazione valida della velocità", mentre l'allarme di stallo continua a suonare. Il volo è turbolento e le azioni dei piloti sui comandi, anche minime, hanno effetti significativi. L'aereo raggiunge una quota di 37 924 piedi.
Alle 02:10:49 il primo ufficiale non ai comandi chiama il comandante per farlo tornare in cabina di pilotaggio ed esprime la necessità di ridurre la quota; l'allarme di stallo, che si era interrotto, ricomincia a suonare. Il primo ufficiale ai comandi continua ad impartire un comando di cabrata, causando il perdurare della situazione di stallo dell'aereo.
Alle 02:11:32, il primo ufficiale ai comandi dice «Non ho più il controllo dell'aereo! Non ho il controllo dell'aereo!».
Alle 02:11:43, il comandante rientra in cabina di pilotaggio, ma non riesce a fornire alcun aiuto in quanto non è al corrente dell'andamento dei fatti e i due co-piloti non riescono a trasmettergli le informazioni necessarie. Nei secondi successivi tutti i dati di velocità registrati diventano errati; siccome la velocità rilevata è molto più bassa di quella reale, l'allarme di stallo si interrompe nuovamente. L'altitudine è di 35 000 piedi, l'angolo di attacco oltre i 40 gradi e la velocità verticale in discesa è di 205 km/h. Il pitch dell'aereo è inferiore a 15 gradi e la potenza dei motori è al 100%. Le oscillazioni di rollio raggiungono i 40 gradi. Il pilota cabra a sinistra per 30 secondi. L'aereo perde sensibilmente quota; da tutte le conversazioni risulta chiaro che i piloti, durante tutto l'arco temporale dell'incidente, non sono affatto consapevoli della reale situazione in cui si trovano.
Alle 02:12:02, il co-pilota dice «non ho alcuna indicazione» e il pilota risponde «nessuna delle indicazioni che abbiamo è valida, non abbiamo alcuna indicazione valida». In quel momento le manette sono sulla posizione di minimo (IDLE) e i motori al 55%. La condizione di stallo persiste.
Alle 02:12:14, il co-pilota chiede al comandante: «Cosa pensi, cosa pensi, cosa dobbiamo fare?». Il comandante risponde: «Ora so solo che stiamo scendendo». Le registrazioni dimostrano che i piloti non comprendono che il velivolo sta precipitando in quanto è in stallo e di conseguenza non eseguono le operazioni necessarie per uscire da tale condizione, cioè puntare il muso del velivolo verso il basso e fornire potenza ai motori. Quando provano a spingere la leva di comando, nei momenti successivi l'angolo di attacco diminuisce, i dati di velocità tornano validi e l'allarme di stallo si riattiva; ciò sembra confondere i piloti sulle corrette azioni da intraprendere.
Alle 02:12:27, il co-pilota ai comandi dice «sta andando giù, giù, giù», «stiamo per arrivare a livello 100». Lo stallo continua e le conversazioni dimostrano, ancora una volta, che i piloti continuano a non identificare correttamente la situazione.
Alle 02:12:30, l'ufficiale ai comandi chiede «sto andando giù adesso?»; il co-pilota dice "scendi", mentre il comandante dice «No, stai salendo»; il pilota dice «sto salendo, ok, quindi adesso andiamo giù». L'aereo è a quota 20 412 piedi. Viene registrato l'utilizzo contemporaneo delle due cloche, poi l'ufficiale ai comandi dice «prendi tu i comandi».
Alle 02:13:40 Robert inizia a spingere verso il basso la leva di comando, mentre l'aereo ha raggiunto quota 9 000 piedi. Il primo ufficiale dice: «Ma io sono completamente in cabrata da prima». Il capitano, comprendendo che il pilota ai comandi ha causato uno stallo cabrando erroneamente l'aeromobile, dice: «No, no, no, non salire più!», l'ufficiale ai comandi dice di non capire perché continuano a scendere e dice «siamo a 10 000 piedi di altitudine», il co-pilota dice «sali, sali, sali».
Alle 02:14:05, suona l'allarme relativo ad una velocità di discesa eccessiva. L'altitudine indicata è 2 140 metri. Il capitano dice «Attenzione, hai il muso in su». Il co-pilota chiede «Ho il muso in su?».
Alle 02:14:13, l'ufficiale ai comandi dice «siamo a 2 000 metri» e il co-pilota dice «Andiamo, tirare, tirare, tirare su».
Alle 02:14:16 si attiva il Ground Proximity Warning System, segnalando la vicinanza dell'oceano.
Alle 02:14:27, il comandante dice «dieci gradi d'assetto».

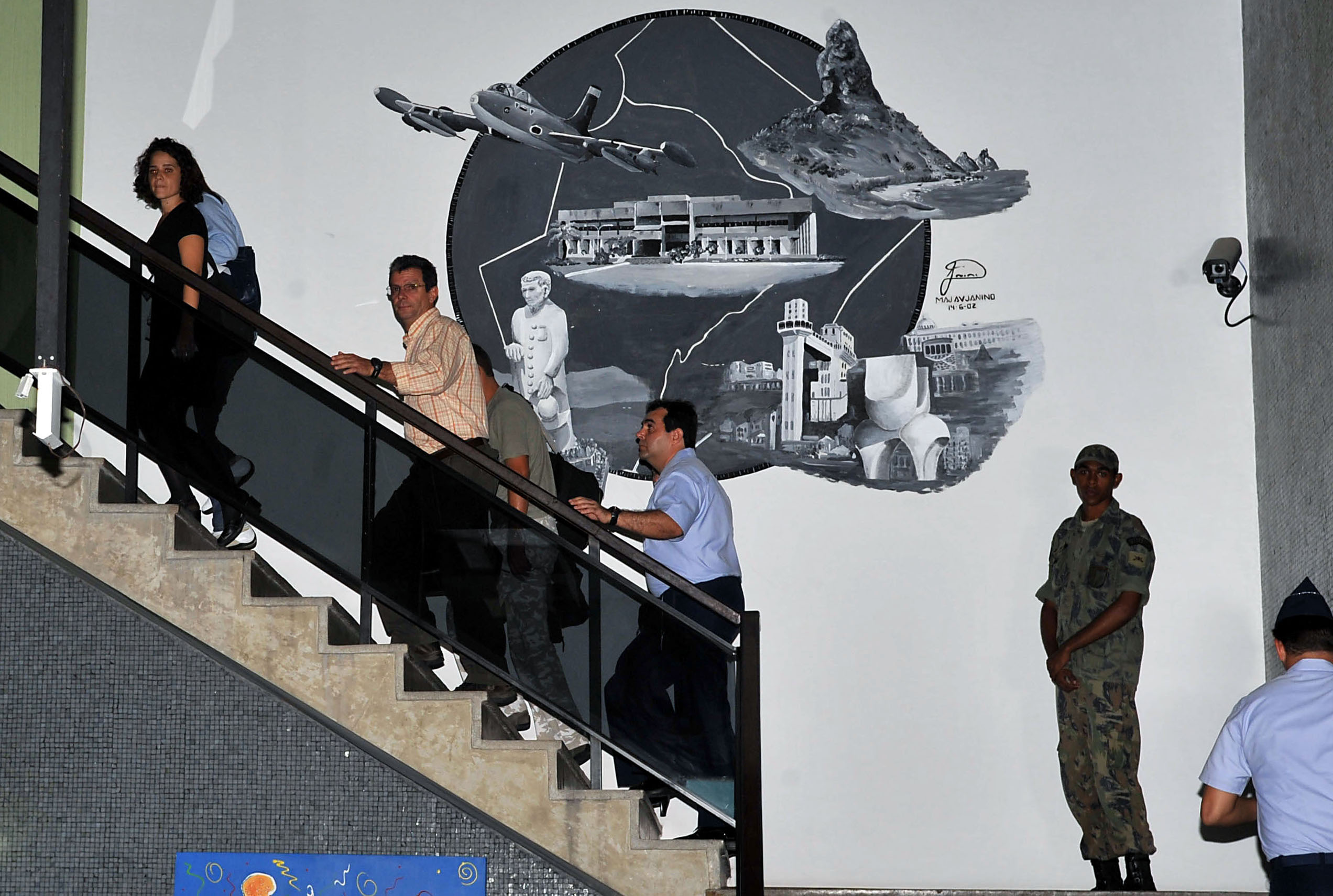
I parenti dei passeggeri del volo AF 447 arrivano a Recife.

### L'impatto finale
Alle 02:14:28, dopo soli 4 minuti e 18 secondi dalla disconnessione del pilota automatico, l'aeromobile impatta contro la superficie dell'Oceano Atlantico con una velocità a terra (orizzontale) di 107 nodi (195 km/h), una velocità verticale di 10 912 ft/min (220 km/h), pitch +16.2°, roll 5.3° a sinistra e bussola 270°. Durante la discesa il velivolo vira verso destra di 180°.
Le registrazioni si bloccano alle 02:14:28, quando l'aereo si trova nella posizione 3°03'09"N 30°33'78"O.
L'impatto distrugge subito la struttura dell'aereo; sui rottami ritrovati successivamente non saranno presenti segni di incendio. La maggior parte dei rottami dell'aereo si depositano subito sul fondo dell'oceano, in una zona ricca di sedimenti di argilla a 3900 metri di profondità. Altri rottami rimangono a galla sulla superficie dell'acqua e si spargono su una linea di diverse centinaia di metri verso ovest e sud-ovest.

### Comunicati stampa
- From the Bureau d'Enquêtes et d'Analyses pour la Sécurité de l'Aviation Civile, su bea.aero. URL consultato il 29 agosto 2012 (archiviato dall'url originale il 6 dicembre 2012).
- From the Brazilian Air Force